# Грънди (окръг, Илинойс)
Окръг Грънди (на английски: Grundy County) е окръг в щата Илинойс, Съединени американски щати. Площта му е 1114 km², а населението - 37 535 души (2000). Административен център е град Морис.